# Mychajlo Syson
Mychajlo Syson (ukrainisch Михайло Сизон, engl. Transkription Mykhaylo Syzon; * 16. März 1972) ist ein ehemaliger ukrainischer Biathlet.
Mychajlo Syson begann 1984 mit dem Biathlonsport und war für Dinamo Kiew aktiv. Der Sportlehrer gab sein internationales Debüt bei den Männern im Rahmen der Biathlon-Weltmeisterschaften 1996 in Ruhpolding, wo er 73. des Sprints wurde. Es folgten bis 2000 sporadische Einsätze im Biathlon-Weltcup, sein bestes Resultat wurde ein 2000 erreichter 44. Rang bei einem Verfolgungsrennen in Oberhof sowie ein mit Wjatscheslaw Derkatsch, Andrij Derysemlja und Ruslan Lyssenko erreichter siebter Platz im Staffelrennen an selber Stelle. Bei den Sommerbiathlon-Weltmeisterschaften 1998 in Osrblie gewann er mit Juri Dimitrenko, Oleksandr Bilanenko und Wjatscheslaw Derkatsch im Staffelrennen hinter der russischen und vor der polnischen Vertretung die Silbermedaille. Letzte internationale Meisterschaft wurden die Biathlon-Europameisterschaften 2000 in Kościelisko. Syson verpasste als Elfter im Einzel knapp die Top Ten, im Sprint wurde er 28., im Verfolgungsrennen 35. sowie mit Oleg Babyeh, Alexander Chwostenko und Oleksandr Pochynok Zehnter im Staffelrennen.

## Biathlon-Weltcup-Platzierungen
Die Tabelle zeigt alle Platzierungen (je nach Austragungsjahr einschließlich Olympische Spiele und Weltmeisterschaften).
- 1.–3. Platz: Anzahl der Podiumsplatzierungen
- Top 10: Anzahl der Platzierungen unter den ersten zehn (einschließlich Podium)
- Punkteränge: Anzahl der Platzierungen innerhalb der Punkteränge (einschließlich Podium und Top 10)
- Starts: Anzahl gelaufener Rennen in der jeweiligen Disziplin

| Platzierung         | Einzel | Sprint | Verfolgung | Massenstart | Staffel | Gesamt |
| ------------------- | ------ | ------ | ---------- | ----------- | ------- | ------ |
| 1. Platz            |        |        |            |             |         |        |
| 2. Platz            |        |        |            |             |         |        |
| 3. Platz            |        |        |            |             |         |        |
| Top 10              |        |        |            |             | 1       | 1      |
| Punkteränge         |        |        |            |             | 3       | 3      |
| Starts              | 1      | 5      | 1          |             | 3       | 10     |
| Stand: Karriereende |        |        |            |             |         |        |